# Іботенова кислота
Іботе́нова кислота́ — хімічна сполука, у природі міститься в плодових тілах деяких видів мухоморів. Поряд з мусцимолом — одна з головних діючих речовин мухоморів червоного, пантерного та деяких інших видів. Має психоактивну і нейротоксичну дію, також наявністю іботенової кислоти й мусцимолу пояснюють[хто?] інсектицидну дію мухоморів. За хімічною структурою — амінокислота, яка містить гетероциклічне ядро ізоксазолу; може існувати у вигляді двох таутомерів (гідрокси- і оксо- форми), також, завдяки наявності одного асиметричного атома вуглецю, існують два енантіомера. Уперше виділена японськими дослідниками в 1964 році, у тому ж році була визначена хімічна структура; в 1965 році вперше штучно синтезована.
Застосовується в експериментах з нейрофізіології.

## Назви
Тривіальну назву «іботенова кислота» дано по японській назві одного з видів отруйних мухоморів — яп. ibotengutake. Цей гриб морфологічно близький до мухомора пантерного (Amanita pantherina) і раніш вважався його різновидом, а в 2002 році був описаний як окремий вид A. ibotengutake.
Назви за номенклатурою ІЮПАК:
- Аміно-(3-гідроксиізоксазол-5-іл)-оцтова кислота (гідрокси-таутомер)
- Аміно-(3-оксо-2,3-дигідроізоксазол-5-іл)-оцтова кислота (оксо-таутомер)

Інші систематичні назви:
- α-Аміно-3-гідрокси-5-ізоксазолоцтова кислота (гідрокси-таутомер)
- α-Аміно-2,3-дигідро-3-оксо-5-ізоксазолоцтова кислота (оксо-таутомер)

## Властивості
Молекулярна формула — C5H6N2O4, молярна маса — 158,11 г/моль.
Безбарвна гігроскопична кристалічна речовина, розчинна у воді (1 мг/мл) і метанолі; як амфотерна сполука реагує з розчинами кислот і лугів (розчинність в 0,1 М NaOH — 10,7 мг/мл, в 0,1 М HCl — 4,7 мг/мл). Кристалізується в безводному вигляді або у вигляді моногідрату (C5H6N2O4·H2O), температура плавлення 151—152 °C (безводного), 144—146 °C (гідрату).

## Фізіологічна дія
Гостра токсичність: LD50 становить 15 мг/кг при внутрішньовенному введенні та 38 при пероральному (миші); відповідно, 49 та 129 (пацюки).
Іботенова кислота добре проникає через гематоенцефалічний бар'єр і виявляє галюциногенну дію. Через 1 годину після приймання 50—90 мг препарату спостерігаються істерія, ейфорія, галюцинації, сонливість, депресія, атаксія, відчуття великої сили, нестача м'язової координації, конвульсії. Дія триває протягом 3—4 годин із залишковими проявами протягом 10 год, у деяких випадках і наступного дня. Можуть уражатися моторні системи й виникати тривалі припадки, що нагадують епілептичні. Похмільний синдром після вживання іботенової кислоти відсутній.
Психоактивний ефект пояснюють дією іботенової кислоти як неселективного агоніста глутаматних NMDA-рецепторів нейронів гіпокампа, що приводить до збудження нервових клітин і збільшенню в них рівня іонів кальцію, при цьому одночасно пригнічується глутаматна передача. Іботенова кислота не видаляється з області рецептора за допомогою системи активного захоплення, що наявна для ГАМК і глутамата. Уважається, що іботенова кислота і мусцимол впливають на вміст моноамінів (норадреналіна, серотоніна й дофаміна) у мозку тією самою мірою, що й ЛСД, однак така дія, очевидно, не є прямою, а опосередковується ГАМК-ергіченою системою мозку. Психоактивна дія іботенової кислоти аналогічна дії мусцимола, але в 10 разів слабкіша.
З дією іботенової кислоти на NMDA-рецептори пов'язують і її нейротоксичну активність. При активації NMDA-рецепторів відбувається вироблення токсичного моноксида азоту за допомогою Са-залежної NO-синтази, що викликає загибель клітин і руйнування тканин мозку.